# Anatolij Karpov
Anatolij Jevgenjevitj Karpov (russisk: Анатолий Евгеньевич Карпов ; født 23. maj 1951) er en russisk skakspiller. Han var verdensmester i skak fra 1975 til 1985.

## Barndom og ungdom
Karpov blev født i Slatoust i det tidligere Sovjetunionen, og lærte at spille skak som fireårig. Tolv år gammel blev han optaget som elev på skakskolen hos Michail Botvinnik. 15 år gammel blev han tidens yngste vinder af sovjetmesterskabet i skak, og nogle måneder senere blev han europamester for juniorer. I 1969 blev han juniorverdensmester.

## Verdensmester

### Matchen der aldrig blev spillet
Karpov blev verdensmester da han slog Viktor Kortsjnoj 3 – 2 over 24 kampe i finalen i kandidatmatcherne i 1975. Med dette vandt Karpov retten til at møde den regerende mester Bobby Fischer i titelkamp, men Fischer nægtede at gå med på betingelserne den internationale skakføderation (FIDE) stillede for kampen. Fischers krav var at man skulle spille et ubegrænset antal partier hvor uafgjorte partier blev strøget, og første mand med 10 sejre blev mester. Han havde et tillægskrav om at mesteren beholdt titlen ved stillingen 9 – 9, hvilket i praksis betød at udfordreren måtte vinde 10 – 8. Et sådant forspring kunne hverken den russiske delegation eller FIDE gå med til, og da Fischer ikke ville fire på sine krav blev mestertitlen tildelt Karpov uden kamp.
At Karpov på denne måde blev verdensmester i kulissen, og ikke ved skakbrættet, gjorde at han fik et vist pres på sig for at bevise at han var titlen værdig. Det gjorde han ved at være en meget aktiv turneringsspiller, både nationale og internationale, og den dag i dag regnes han at være skakverdenens mest vindende turneringsspiller, med over 140 førstepladser. 

### To matcher mod Kortsjnoj
Karpov forsvarede VM-titlen ved tre lejligheder: Mod Viktor Kortsjnoj i 1978 i Baguio City, Filippinerne og 1981  i Merano, Italien, og mod Garri Kasparov i 1984 i Moskva, Sovjetunionen. Alle disse matcher er kendt også for omstændighederne uden for brættet. Mod Kortsjnoj fordi han var afhoppet fra Sovjetunionen, og nu var svejtsisk statsborger, mens Karpov var god kommunist og betroet medlem af kommunistpartiet.

### Den afbrudte match i 1984
I kampen mod Kasparov gik Karpov i spidsen med 5 – 0, og reglen var første mand med 6 blev mester. Men Karpov var ude af stand til at vinde det sjette parti, og da Kasparov fik sin tredje sejr til 5 – 3 i parti nummer 47, gik FIDE ind og aflyste matchen af hensyn til spillernes helbredstilstand.

### Nederlag til Kasparov i 1985
I 1985 efter mistede Karpov verdensmestertitlen til Kasparov, efter at have tabt titelmatchen med 11–13.

## Efterspil
Det fulgte en periode hvor Kasparov og Karpov totalt dominerede skakverdenen, og regelmæssigt mødte hinanden i spil om verdensmestertitlen. Karpov klarede imidlertid aldrig at vinde titlen tilbage, en gang spillede han dog lige op med Kasaprov, nemlig under matchen i Seville i 1987.  Han blev dog officielt FIDE verdensmester på ny i 1993, da Kasparov trak sig fra organisationen og spillede titelkamp mod Nigel Short under deres nystartede føderation Professional Chess Association (PCA). Karpov klarede at forsvare sin titel flere gange i 90’erne, men det var under forhold hvor han som mester fik klare fordele mod udfordrerne Gata Kamsky (1996) og Viswanathan Anand (1998).
I dag er Karpov fortsat aktiv, men siger selv at han ikke længere har de store ambitioner som skakspiller og spiller helst for fornøjelsens skyld.